# Pęchratka Mała
Pęchratka Mała (prononciation : [pɛ̃ˈxratka ˈmawa]) est un village polonais de la gmina d'Andrzejewo dans le powiat d'Ostrów Mazowiecka de la voïvodie de Mazovie dans le centre-est de la Pologne.
Il se situe à environ 8 kilomètres à l'ouest d'Andrzejewo (siège de la gmina), 15 kilomètres à l'est d'Ostrów Mazowiecka (siège du powiat) et à 103 kilomètres au nord-est de Varsovie (capitale de la Pologne).
Le village compte approximativement une population de 230 habitants en 2006.

## Histoire
De 1975 à 1998, le village appartenait administrativement à la voïvodie de Łomża.